# Moss Side Story
Az 1988-as Moss Side Story Barry Adamson nagylemeze, egy koncepcióalbum. Csaknem a teljes album instrumentális, eltekintve néhány sikítástól, sample-től és kórustól. A koncepció egy képzeletbeli film noir betétzenéje. Hogy a dalok érthetőek legyenek, egy rövid történetet csatoltak a lemezhez, melyet Dave Graney írt. Az album szerepel az 1001 lemez, amit hallanod kell, mielőtt meghalsz című könyvben.
Egy CD-kiadás is megjelent három bónuszdallal.
A Moss Side egy kerület nem messze Manchester belvárosától. Adamson itt született. A cím egy szójáték, és Leonard Bernstein West Side Story-jára. A The Swinging Detective a The Singing Detective sorozatra utal.

## Az album dalai
| 1. | On The Wrong Side Of Relaxation | Barry Adamson | 5:27 |
| 2. | Under Wraps                     | Adamson       | 4:27 |
| 3. | Central Control                 | Adamson       | 2:10 |
| 4. | Round Up The Usual Suspects     | Adamson       | 0:43 |

| 5. | Sounds From The Big House | Adamson                 | 6:24 |
| 6. | Suck On The Honey Of Love | Adamson                 | 2:13 |
| 7. | Everything Happens To Me  | Adamson, Seamus Beaghen | 2:43 |
| 8. | The Swinging Detective    | Adamson                 | 5:45 |

| 9.  | Autodestruction                      | Adamson | 3:49 |
| 10. | Intensive Care                       | Adamson | 2:42 |
| 11. | The Most Beautiful Girl In The World | Adamson | 4:07 |
| 12. | Free At Last                         | Adamson | 1:23 |

| 13. | Alfred Hitchcock Presents   | Charles Gounod  | 2:24 |
| 14. | Chocolate Milk Shake        | Adamson         | 4:24 |
| 15. | The Man With The Golden Arm | Elmer Bernstein | 5:13 |

## Közreműködők
- Barry Adamson – hangszerek, eljárás, sample, szekvencia
- Seamus Beaghen – Hammond orgona (2, 5, 6, 8, 9, 12, 15); zongora (2, 5, 6, 7, 11, 12, 15); ritmusgitár (2, 8); marimba (3)
- Audrey Riley – cselló (1, 6, 11, 12)
- Chris Tombling – hegedű (1, 6, 11, 12)
- Philippa Holland – hegedű (1, 6, 12)
- Sonya Slany – hegedű (1, 6, 12)
- Diamanda Galas – hang az On The Wrong Side Of Relaxation-ön
- Gary Barnacle – szaxofon a Sounds From The Big House-on
- Marcia Schofield – billentyűk, basszusszaxofon a The Swinging Detective-en
- Joe Sax – tenorszaxofon a The Swinging Detective-en
- Rowland S. Howard – gitár az Autodestruction-ön
- John Doyle – ütőhangszerek (11, 15)
- Annie Hogan – vibrafon (11); vonósok (15)
- Chris Pitsillides – brácsa (11)
- Enrico Tomasso – trombita (15)
- Freedom Choir (Anita Lane, Jessamy Calkin, Katy Beale, Kid Congo Powers, Mick Harvey) – (6, 12)
- Bill McGee – hangszerelés

## Fordítás
Ez a szócikk részben vagy egészben a Moss Side Story című angol Wikipédia-szócikk ezen változatának fordításán alapul.  Az eredeti cikk szerkesztőit annak laptörténete sorolja fel. Ez a jelzés csupán a megfogalmazás eredetét és a szerzői jogokat jelzi, nem szolgál a cikkben szereplő információk forrásmegjelöléseként.